# Azilia montana
Azilia montana är en spindelart som beskrevs av Bryant 1940. Azilia montana ingår i släktet Azilia och familjen käkspindlar.
Artens utbredningsområde är Kuba. Inga underarter finns listade.